# Rafael Recuenco Montero
Rafael Recuenco i Montero (Conca, 24 d'octubre de 1951) és un sindicalista valencià d'origen castellanomanxec. Fou el secretari general de la Unió General de Treballadors (UGT) del País Valencià de 1988 a 2009.

## Trajectòria
Recuenco treballà a la factoria d'Almussafes (Ribera Baixa) de l'empresa automobilística Ford des d'on donà el salt al moviment sindicalista per dirigir la Federació del Metal a València des de 1986. Ha dirigit la UGT-PV des de la seua constitució el 1988 fins que el 2009 fou substituït per Conrado Hernández a un tens congrés amb conflictes i tensions al si del sindicat. Un cop acabà el seu mandat es va reincorporar al seu antic lloc de treball a la Ford.
Militant del PSOE des de 1972, Rafael Recuenco també fou elegit diputat a les Corts Valencianes pel PSPV-PSOE a la primera i segona legislatura tot i que aquesta darrera no la
 acabaria dimitint el setembre de 1988 quan les dues organitzacions es distancien després de la Vaga General del 14-D contra el govern socialista. Ha estat vicepresident de la Comissió d'Indústria, Comerç i Turisme de les Corts Valencianes de 1983 a 1987.